# Lophoscirtus gracilis
Lophoscirtus gracilis är en insektsart som först beskrevs av Bruner, L. 1911.  Lophoscirtus gracilis ingår i släktet Lophoscirtus och familjen torngräshoppor. Inga underarter finns listade i Catalogue of Life.